# Everybody Hurts
«Everybody Hurts» (en español: «Todo el mundo sufre») es una power ballad interpretada por la banda de rock estadounidense R.E.M.. La canción está incluida en su exitoso octavo álbum de estudio Automatic for the People (1992) y fue lanzada como sencillo por la compañía discográfica Warner Music Bros. el 15 de marzo de 1993. El tema también está incluido en la recopilación de grandes éxitos In time: the Best of R.E.M 1988-2003 (2003) y en 1993 alcanzó el lugar 29 en la lista Billboard de Estados Unidos y el lugar 7 en Reino Unido. La canción también alcanzó el top 10 en las listas de Australia, Canadá, Francia, Islandia, Irlanda y Países Bajos. 
La mayor parte de la canción fue escrita por el exbaterista Bill Berry, aunque en los créditos aparecen todos los integrantes como compositores. El arreglo de cuerdas fue escrito por John Paul Jones, bajista de Led Zeppelin.
Con respecto a la canción, los integrantes han comentado en su disco de grandes éxitos que la canción fue escrita para los adolescentes. También han citado que aunque nunca han visto Buffy la cazavampiros, la idea de que el instituto es un portal al infierno les parece bastante realista y que es difícil para todos.

## Video musical
El video fue dirigido por Jake Scott y muestra a la banda atrapada en el tráfico mientras partes de la letra de la canción aparecen en la parte inferior de la pantalla. También muestran a varios personajes que están en sus coches y cuyos pensamientos aparecen también en la pantalla. Algunos de estos personajes son un grupo de latinos indocumentados, un padre con sus dos hijos, un anciano con su esposa y una pareja peleando mientras su hijo escucha. Al final del vídeo los integrantes de la banda se bajan del coche y lo dejan en el tráfico todas las demás personas los siguen.

## Lista de canciones
- Sencillo 7" y CD sencillo (Estados Unidos)[3][4]

1. "Everybody Hurts" – 4:46
2. "Mandolin Strum" – 3:45

- Naxu 12" , Maxi CD, y casete sencillo 1 (Estados Unidos)[5][6][7]

1. "Everybody Hurts" – 4:56
2. "Mandolin Strum" – 3:45
3. "Belong" (live) – 4:06
4. "Orange Crush" (live) – 3:58

## Posicionamiento en listas
| Lista (1993)                         | Máxima posición |
| ------------------------------------ | --------------- |
| Australia (ARIA)                     | 6               |
| Bélgica (Flandes) (Ultratop 50)      | 31              |
| Canadá (RPM Top Singles)             | 8               |
| Estados Unidos (Billboard Hot 100)   | 29              |
| Estados Unidos (Alternative Airplay) | 21              |
| Estados Unidos (Mainstream Top 40)   | 13              |
| Estados Unidos (Cash Box Top 100)    | 18              |
| Europa (Eurochart Hot 100)           | 22              |
| Europa (European Hit Radio)          | 13              |
| Francia (SNEP)                       | 3               |
| Islandia (Íslenski Listinn Topp 40)  | 4               |
| Irlanda (IRMA)                       | 6               |
| Nueva Zelanda (Recorded Music NZ)    | 12              |
| Países Bajos (Dutch Top 40)          | 4               |
| Países Bajos (Mega Single Top 100)   | 4               |
| Reino Unido (UK Singles Chart)       | 7               |
| Reino Unido Airplay (Music Week)     | 1               |

## Helping Haiti Everybody Hurts
En un intento de recaudar fondos para las víctimas del terremoto de Haití de 2010, el primer ministro británico Gordon Brown pidió a Simon Cowell que organizase un sencillo benéfico. Cowell escogió «Everybody Hurts», Brown accedió a ceder el IVA sobre el sencillo y REM entregó los derechos de autor de la canción.
El producto del sencillo se dividió entre el fondo benéfico de Haití de The Sun y Disasters Emergency Committee. La canción fue estrenada en las emisoras de radio a nivel nacional el 2 de febrero de 2010. El sencillo fue lanzado, tanto física como digitalmente el 7 de febrero de 2010, con la liberación física adelantándose un día debido a la demanda. Joe McElderry confirmó en su blog que habría un video musical para la canción. Cinco minutos del vídeo promocional (no el video musical) fueron transmitidos en ITV y STV a las 20:30 horas del 7 de febrero.
La canción es interpretada por los siguientes artistas (por orden de aparición):
- Leona Lewis
- Rod Stewart
- Mariah Carey
- Cheryl
- Mika
- Michael Bublé
- Joe McElderry
- Miley Cyrus
- James Blunt
- Gary Barlow
- Mark Owen
- Jon Bon Jovi
- James Morrison
- Alexandra Burke
- Jason Orange
- Susan Boyle
- JLS
- Shane Filan
- Mark Feehily
- Kylie Minogue
- Robbie Williams
- Kian Egan
- Nicky Byrne

Lista de canciones
1. «Everybody Hurts» - 5:24
2. «Everybody Hurts» (mezcla alternativa) – 5:35

### Posicionamiento en listas
| Listas (2010)                                                | Mejor posición |
| ------------------------------------------------------------ | -------------- |
| Alemania (Offizielle Deutsche Charts)                        | 16             |
| Australia (ARIA)                                             | 28             |
| Austria (Ö3 Austria Top 40)                                  | 23             |
| Canadá (Canadian Hot 100)                                    | 59             |
| España (Top 100 Canciones)                                   | 39             |
| Estados Unidos (Bubbling Under Hot 100)                      | 21             |
| Irlanda (IRMA)                                               | 1              |
| Nueva Zelanda (Recorded Music NZ)                            | 17             |
| Países Bajos (Dutch Top 40 Tipparade (Bubbling Under Top 40) | 5              |
| Reino Unido (UK Singles Chart)                               | 7              |
| Suecia (Sverigetopplistan)                                   | 21             |
| Suiza (Schweizer Hitparade)                                  | 16             |

## Otras versiones
- La cantante galesa Bonnie Tyler grabó la canción para su decimotercero álbum de estudio Heart Strings (2003).
- La banda irlandesa The Corrs cantó esta canción en su MTV Unplugged.
- Paul Anka incluyó la canción en su álbum Rock Swings de 2005.
- Joe Cocker también la ha cantado En el álbum Hearth & Soul (2004).
- Zayra Álvarez, participante de Rock Star: Supernova la cantó en su tercera noche en el concurso.
- Nana Mouskouri, la cantante griega, la canta en su álbum The Ultimate Collection de 2007.
- Paul Potts en 2007, la canta en el álbum One Chance.
- Los concursantes de la segunda temporada de la serie de televisión The Glee Project realizaron esta canción como su tarea principal para el episodio 3 titulado Vulnerability.
- Ryder Lynn, en la serie de televisión Glee, la interpreta en el capítulo Lights Out.
- El grupo alemán de música electrónica Tangerine Dream hizo una versión en su álbum Under Cover - Chapter One (2010).[37]